# Viva Leroy Nash
Viva Leroy Nash, född 10 september 1915, död 12 februari 2010, var en amerikansk brottsling som tillbringade större delen av sitt liv bakom galler och sammanlagt 27 år i dödscell innan han avled av ålderdom vid 94 års ålder. 
Han föddes i Utah 1915 och dömdes 15 år gammal till fängelse i ett federalt fängelse i Kansas för väpnat rån. Efter frigivning sköt han en polis i Connecticut 1947 och dömdes till livstids fängelse. Frigiven efter 25 år begick han ett fullbordat mord i Salt Lake City 1977 och dömdes till livstid. Han rymde 1982 och begick i flykten ytterligare ett mord, i Arizona, varefter han dömdes till döden, nästan 70 år gammal. Nashs advokater hävdade att senilitet gjort honom oförmögen att skilja på rätt och fel, och fast han aldrig blev benådad verkställdes dödsdomen aldrig. Vid sin död var han en av världens äldsta fångar och tveklöst den äldsta i dödscell liksom en av de som tillbringat mest tid bakom galler. Av sina nästan 95 år tillbringade han endast tio vuxna i frihet (1942-1947 och 1972-1977).